# Chevroches
Chevroches est  une commune française située dans le département de la Nièvre, en région Bourgogne-Franche-Comté.
Ses habitants sont appelés les Cavarocois.

## Géographie
Chevroches est située entre le canal du Nivernais, l'Yonne et le vestige fossilisé d'un ancien méandre de cette rivière.

### Communes limitrophes
Les communes limitrophes sont Armes, Clamecy et Dornecy ; la commune comprend le hameau de Chantenot.

### Climat
Pour des articles plus généraux, voir Climat de la Bourgogne-Franche-Comté et Climat de la Nièvre.
En 2010, le climat de la commune est de type climat océanique dégradé des plaines du Centre et du Nord, selon une étude du Centre national de la recherche scientifique s'appuyant sur une série de données couvrant la période 1971-2000. En 2020, Météo-France publie une typologie des climats de la France métropolitaine dans laquelle la commune est exposée à un climat océanique altéré et est dans la région climatique  Centre et contreforts nord du Massif Central, caractérisée par un air sec en été et un bon ensoleillement. 
Pour la période 1971-2000, la température annuelle moyenne est de 11,1 °C, avec une amplitude thermique annuelle de 15,9 °C. Le cumul annuel moyen de précipitations est de 767 mm, avec 12 jours de précipitations en janvier et 7,6 jours en juillet. Pour la période 1991-2020, la température moyenne annuelle observée sur la station météorologique de Météo-France la plus proche, « Clamecy », sur la commune de Clamecy à 2 km à vol d'oiseau, est de 11,5 °C et le cumul annuel moyen de précipitations est de 707,4 mm. 
La température maximale relevée sur cette station est de 40,7 °C, atteinte le 25 juillet 2019 ; la température minimale est de −14 °C, atteinte le 9 février 2012,,. 
Les paramètres climatiques de la commune ont été estimés pour le milieu du siècle (2041-2070) selon différents scénarios d'émission de gaz à effet de serre à partir des nouvelles projections climatiques de référence DRIAS-2020. Ils sont consultables sur un site dédié publié par Météo-France en novembre 2022.

## Urbanisme

### Typologie
Au 1er janvier 2024, Chevroches est catégorisée commune rurale à habitat dispersé, selon la nouvelle grille communale de densité à sept niveaux définie par l'Insee en 2022.
Elle est située hors unité urbaine. Par ailleurs la commune fait partie de l'aire d'attraction de Clamecy, dont elle est une commune de la couronne,. Cette aire, qui regroupe 45 communes, est catégorisée dans les aires de moins de 50 000 habitants,.

### Occupation des sols
L'occupation des sols de la commune, telle qu'elle ressort de la base de données européenne d’occupation biophysique des sols Corine Land Cover (CLC), est marquée par l'importance des territoires agricoles (51,7 % en 2018), une proportion identique à celle de 1990 (51,7 %). La répartition détaillée en 2018 est la suivante : forêts (39,8 %), prairies (32 %), terres arables (19,7 %), zones urbanisées (8,5 %). L'évolution de l’occupation des sols de la commune et de ses infrastructures peut être observée sur les différentes représentations cartographiques du territoire : la carte de Cassini (XVIIIe siècle), la carte d'état-major (1820-1866) et les cartes ou photos aériennes de l'IGN pour la période actuelle (1950 à aujourd'hui).

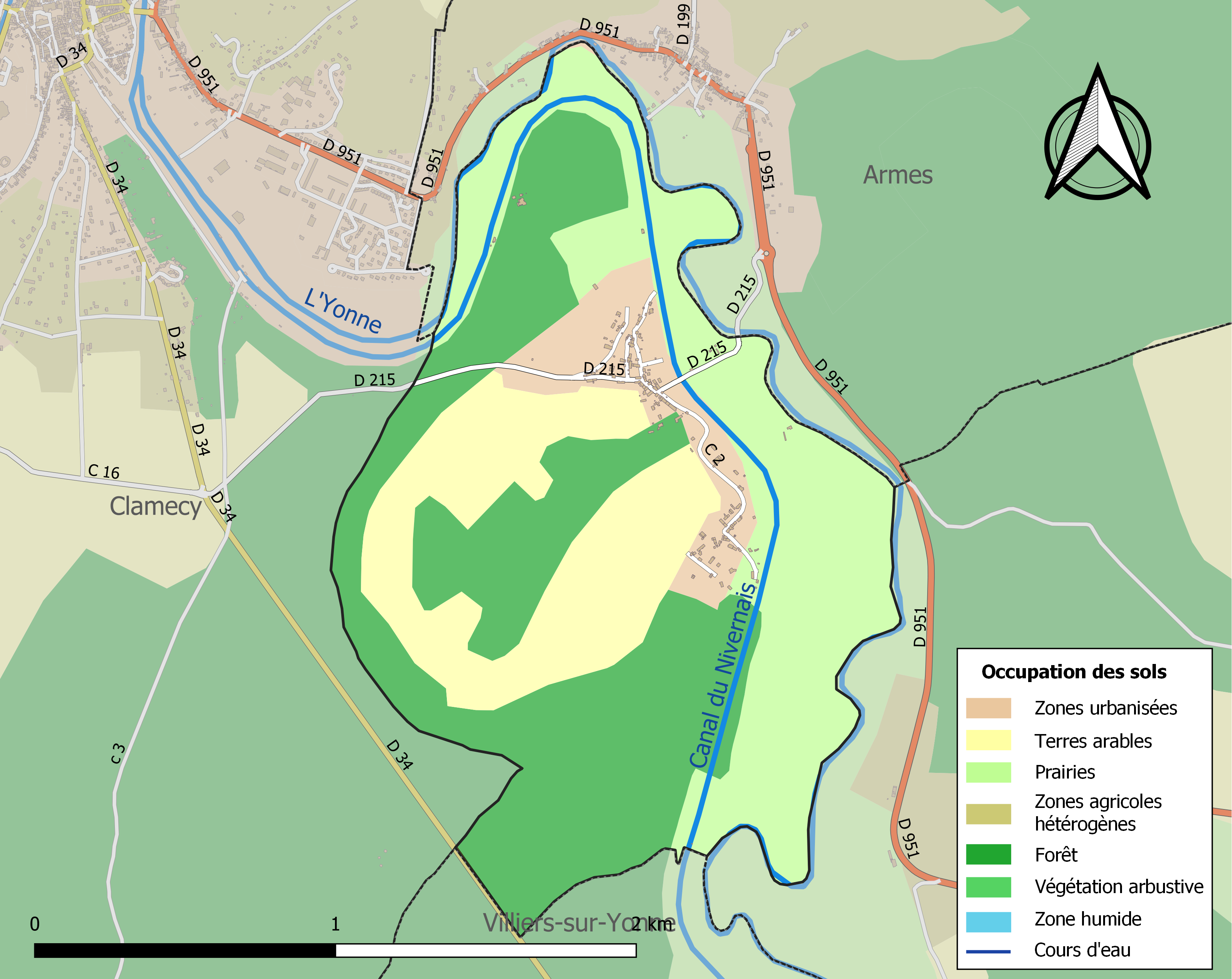
Carte des infrastructures et de l'occupation des sols de la commune en 2018 (CLC).

## Toponymie
Du latin cava rocca, roche creuse.
Le nom de la localité est attesté sous les formes Cavaroca en 935, cava ruppe ou Cava ruppis au XIIIe siècle.

## Histoire
- Des fouilles réalisées en 2001 et 2002 ont mis au jour une occupation importante du territoire surplombant le village actuel attribuée au néolithique moyen, une agglomération répartie en cinq îlots reliés par des voies révélant une intense activité métallurgique de la seconde moitié du IIe siècle à la fin du IVe siècle, ainsi qu'une grande nécropole du haut Moyen Âge.

Parmi les nombreux objets découverts se trouve une calotte zodiacale ayant pu appartenir à un devin itinérant. Réalisée en tôle de bronze, mesurant six centimètres et demi de diamètre, elle est gravée de trois lignes concentriques d'inscriptions en caractères grecs. En allant vers l'intérieur de l'objet, on lit successivement les noms des douze mois égyptiens ; les noms des signes du zodiaque ; les noms des douze mois romains.
Cette calotte zodiacale et les objets découverts dans les fouilles ont été déposés au musée d'Art et d'Histoire Romain-Rolland de Clamecy, où ils sont présentés dans une salle d'exposition permanente.
- En 849, le village existait comme paroisse et avait déjà son église.
- En 995, Chevroches se nommait Cava Roca, puis Cava Ruppe en 1287. Ces deux termes et le nom de ses habitants signifient « roche creuse », ce qui évoque les carrières aujourd'hui abandonnées, d'où l'on extrayait des calcaires karstiques.
- En 1852, trois habitants de la commune passent devant le Conseil de guerre, accusés « d’avoir battu la générale à Chevroches et marché sur Clamecy, où ils ont pris part à l’insurrection ». Le nommé Meunier, dit Pitois, est condamné à la déportation dans une enceinte fortifiée, tandis que Jacques Beaufils, tailleur de pierre, et Jules Girard, carrier, sont condamnés à la « déportation simple »[16].
- En 1901[17], le nombre d'habitants de Chevroches, qui compte 64 maisons, s'élève à 198 individus. La commune compte un instituteur, un garde champêtre et un « cantonnier du canal ». Il y a un seul commerçant : 1 receveur-buraliste. Les artisans ne sont guère plus nombreux : 3 serruriers et 1 cordonnier et, dans la population féminine, 4 couturières, 2 laitières et 1 lingère. La catégorie socioprofessionnelle la plus représentée est celle des cultivateurs (32 individus, dont bon nombre de cultivatrices), suivie par les carriers[18] (23), les journaliers et autres manœuvres (7), les éclusiers (3), les tailleurs de pierre (2) et les domestiques (2). On recense également dans la commune 2 pensionnés, 1 « retraité aux octrois », 1 rentier, 1 entrepreneur, 1 marinier et 1 typographe (au chômage). Au total, on relève à Chevroches 21 professions différentes. On n’y trouve, selon le recensement de 1901, ni curé ni médecin ni notaire ni sage-femme ni cabaretier. Il n’y a aucun étranger. Comme dans bon nombre de communes nivernaises, plusieurs familles du village accueillent un « enfant assisté », c’est-à-dire un enfant de l’Assistance publique : il y en a 9 à Chevroches.
- En 1912, le maire, considérant que « toute manifestation extérieure d’un culte est une atteinte à la liberté de conscience et peut devenir une entrave à la libre circulation et au bon ordre dans la rue », interdit les processions religieuses sur toute l’étendue du territoire de la commune[19].
- Le lundi de Pâques de 1937 est célébrée dans l’église du village une messe d’action de grâce en l’honneur de la centenaire du village[20], Pierrette Boussard, veuve Lapertot, ancienne éclusière[21].

### Curés
- Simon Lemoine (1541), Jean Fontaine (1553), Théodore de Bèze (1655), Jean Germain (1685)[22], Jean Bernard (1902), Henri Benetière[23] (1903).

### Instituteurs
- Rousseau[24] (1881).

### Seigneurs
- Louis d’Armes[25] (1502), François de Chabannes[26] (1573), Hugues-Michel de Charry[25] (1762).

## Politique et administration
| Période    | Période  | Identité          | Étiquette | Qualité            |
| ---------- | -------- | ----------------- | --------- | ------------------ |
| avant 1981 | ?        | Germaine Solari   |           |                    |
| mars 2001  | En cours | Jean-Louis Lebeau | PS        | Conseiller général |

## Démographie
L'évolution du nombre d'habitants est connue à travers les recensements de la population effectués dans la commune depuis 1793. Pour les communes de moins de 10 000 habitants, une enquête de recensement portant sur toute la population est réalisée tous les cinq ans, les populations de référence des années intermédiaires étant quant à elles estimées par interpolation ou extrapolation. Pour la commune, le premier recensement exhaustif entrant dans le cadre du nouveau dispositif a été réalisé en 2006.

En 2022, la commune comptait 114 habitants, en évolution de −8,8 % par rapport à 2016 (Nièvre : −3,28 %, France hors Mayotte : +2,11 %).
| 1793 | 1800 | 1806 | 1821 | 1831 | 1836 | 1841 | 1846 | 1851 |
| ---- | ---- | ---- | ---- | ---- | ---- | ---- | ---- | ---- |
| 116  | 127  | 132  | 143  | 193  | 217  | 228  | 250  | 254  |

| 1856 | 1861 | 1866 | 1872 | 1876 | 1881 | 1886 | 1891 | 1896 |
| ---- | ---- | ---- | ---- | ---- | ---- | ---- | ---- | ---- |
| 270  | 257  | 291  | 257  | 243  | 262  | 241  | 183  | 167  |

| 1901 | 1906 | 1911 | 1921 | 1926 | 1931 | 1936 | 1946 | 1954 |
| ---- | ---- | ---- | ---- | ---- | ---- | ---- | ---- | ---- |
| 200  | 213  | 195  | 171  | 149  | 125  | 127  | 126  | 166  |

| 1962 | 1968 | 1975 | 1982 | 1990 | 1999 | 2006 | 2011 | 2016 |
| ---- | ---- | ---- | ---- | ---- | ---- | ---- | ---- | ---- |
| 129  | 123  | 110  | 108  | 116  | 139  | 146  | 133  | 125  |

| 2021 | 2022 | - | - | - | - | - | - | - |
| ---- | ---- | - | - | - | - | - | - | - |
| 120  | 114  | - | - | - | - | - | - | - |

## Culture locale et patrimoine
Chevroches a été labellisée "Cité de Caractère de Bourgogne Franche-Comté" en 2022.

### Lieux et monuments

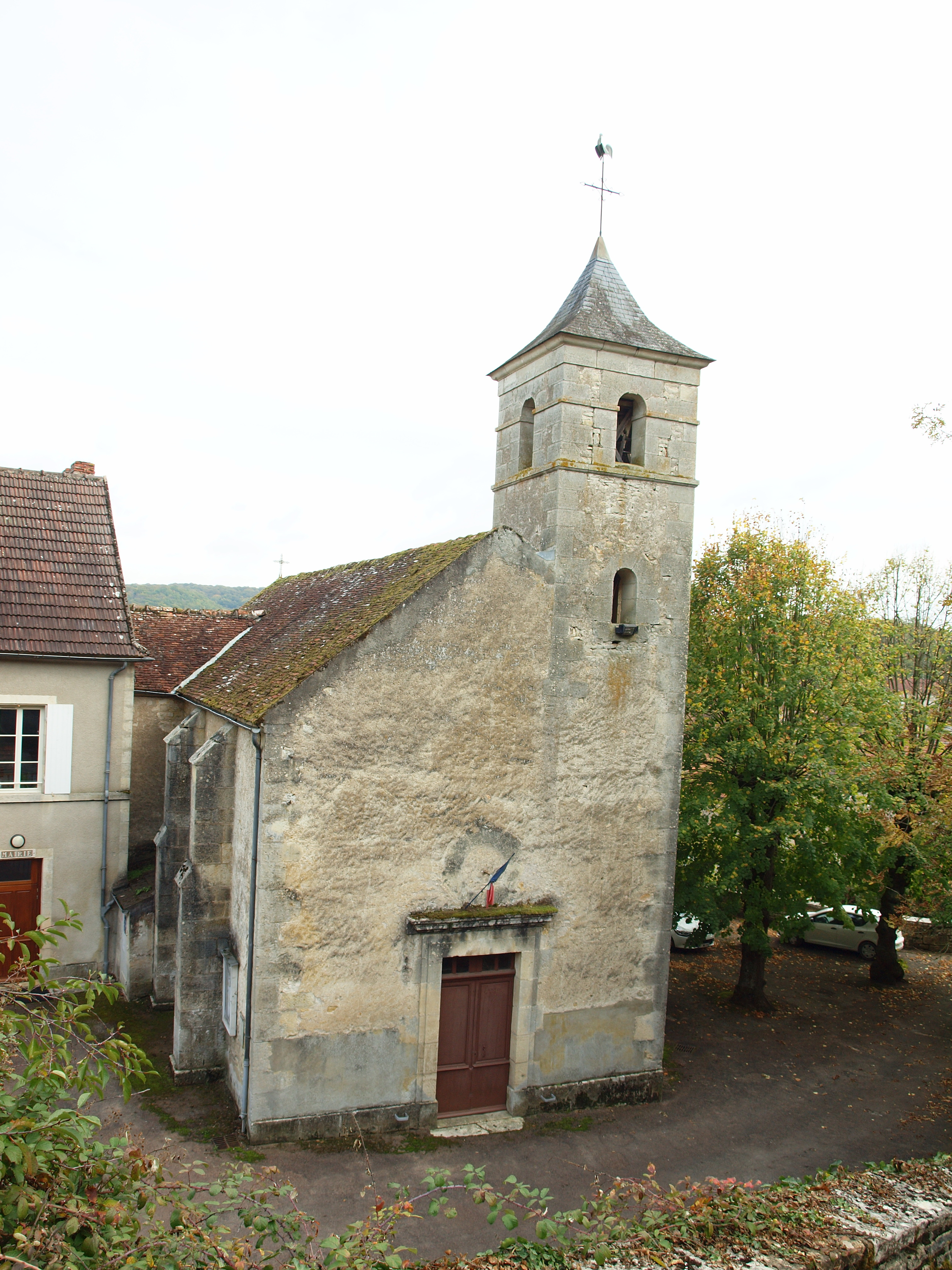
L’église Saint-Amateur.

- Église Saint-Amateur[32].

### Personnalités liées à la commune
- L'affichiste Charles Loupot (1892-1962) a acheté en 1934 une résidence secondaire à Chevroches et réalisa notamment le coq du clocher de l'église du village. Une collection de ses œuvres est exposée au musée d'Art et d'Histoire Romain-Rolland à Clamecy.

## Dans la culture

### Dans la littérature
- Romain Rolland, Colas Breugnon (1914) : « Puis j’allai en catimini à Chevroches, dans les carrières, piocher, gratter, ronger les os de la terre, la belle pierre chaude aux yeux et saignante, où l’on voit des coulées comme de sang caillé ».

### Dans la peinture
- Plusieurs toiles du peintre varzycois Rex Barrat (1914-1974) ont pour sujet Chevroches.